# Séné
Séné település Franciaországban, Morbihan megyében. Lakosainak száma 9265 fő (2022. január 1.). Séné Vannes és Theix-Noyalo községekkel határos.

## Népesség
A település népessége az elmúlt években az alábbi módon változott:
| Lakosok száma | 2744 | 4599 | 6180 | 8064 | 8821 | 8943 | 8947 | 8900 | 8930 | 9265 |
|               | 1968 | 1982 | 1990 | 2006 | 2013 | 2015 | 2017 | 2019 | 2020 | 2022 |